# Скалозуб, Семён
Семён Скалозу́б (укр. Семен Скалозуб; умер 1600) — украинский кошевой атаман, гетман казацкий в 1599 году, прославился морскими походами против турок.

## Биография
Архивные материалы свидетельствуют, что Скалозуб был казаком с молодых лет и принимал участие в походах гетмана Григория Лободы, как против турок и татар, так и против поляков.
В польских архивах Семен Скалозуб упоминается как есаул низовых казаков в 1598 году. Участвовал в подавлении восстания низовых казаков под командованием Фёдора Полоуса и потерпел от них поражение.
Из скудных данных его биографии известно, что: Гетманъ Скалозубъ отъ Туркоъ на морЂ убиенъ. В 1604 г. Семён Скалозуб возглавил морской поход 3700 запорожских казаков. Об этом походе царь Борис Фёдорович написал письмо императору Рудольфу 2. Источник: Р. Г. Скрынников. Россия в начале 17 века. "Смута". Москва. " Мысль".1988 г. стр. 217.